# Souls Adrift
Souls Adrift er en amerikansk stumfilm fra 1917 af Harley Knoles.

## Medvirkende
- Ethel Clayton som Elma Raybourne
- Milton Sills som Micah Steele
- Frank DeVernon som Ambrose Raybourne
- John Davidson som Maberly Todd
- Walter James